# Права человека в Азербайджане
Несмотря на то, что Азербайджан является членом таких организаций, как Совет по правам человека и Совета Европы, ряд независимых организаций, таких как Human Rights Watch, неоднократно критиковали правительство Азербайджана из-за нарушений прав человека. Также власти Азербайджана обвиняются в фабрикации ложных уголовных обвинений против критиков властей, бессрочных задержаниях под стражей, жестоких побоях, пытках и насильственных исчезновениях. 
Несмотря на существование независимых новостных агентств, журналисты, которые критикуют правительство, часто подвергались заключению в тюрьму, а также физическому насилию. Так, например, 2013—2014 годах в индексе свободы прессы, опубликованном Репортёрами без границ, Азербайджан занял 160 место из 180. Президент Ильхам Алиев унаследовал власть от своего покойного отца Гейдара Алиева, который поддерживал обширный культ личности. Ильхам Алиев часто подвергался критике из-за провала в улучшении положения в области гражданских свобод. 
Публичные демонстрации против правящего режима не допускаются, и власти часто используют насильственные меры для разгона демонстрантов. С момента прихода семьи Алиевых к власти в 1993 году Азербайджан не провёл ни одних выборов, считавшихся «свободными и справедливыми» международными наблюдателями.
Согласно распоряжению об амнистии от 16 марта 2019 года, 51 заключённый, чьи имена числились в докладах НПО и списках правозащитников как политические заключённые, были освобождены от оставшейся части тюремного наказания. 
Коррупция считается эндемичной во всех сферах политики Азербайджана. Правящая семья не раз вызывала подозрения со стороны различных независимых СМИ из-за их огромного богатства, о чём, к примеру, свидетельствует приобретение обширной недвижимости за несколько миллионов долларов в Дубае.

## Избирательное право
Хотя Азербайджан является номинально представительной демократией, недавние выборы широко оспариваются как мошеннические и «страдают серьёзными недостатками»[уточнить]. Азербайджанские СМИ чрезвычайно предвзято освещают выборы в пользу администрации. 

## Задержания и аресты
Согласно законодательству Азербайджана, лица, которые были задержаны, арестованы или обвинены в преступлениях, имеют право на должную процедуру, включая незамедлительное информирование об их правах и основаниях для задержания. Однако во всех тех случаях задержания, которые квалифицируются как политически мотивированные, надлежащее судебное разбирательство не проводится, и обвиняемые считаются виновными по фальшивым уголовным обвинениям. В соответствии с законом, задержанные должны быть представлены перед судьёй в течение 48 часов после задержания, и судья может вынести решение о помещении их под стражу до суда, домашнем аресте или освобождении. Но на практике, власти задерживают людей и на более длительный период без ордера на арест.

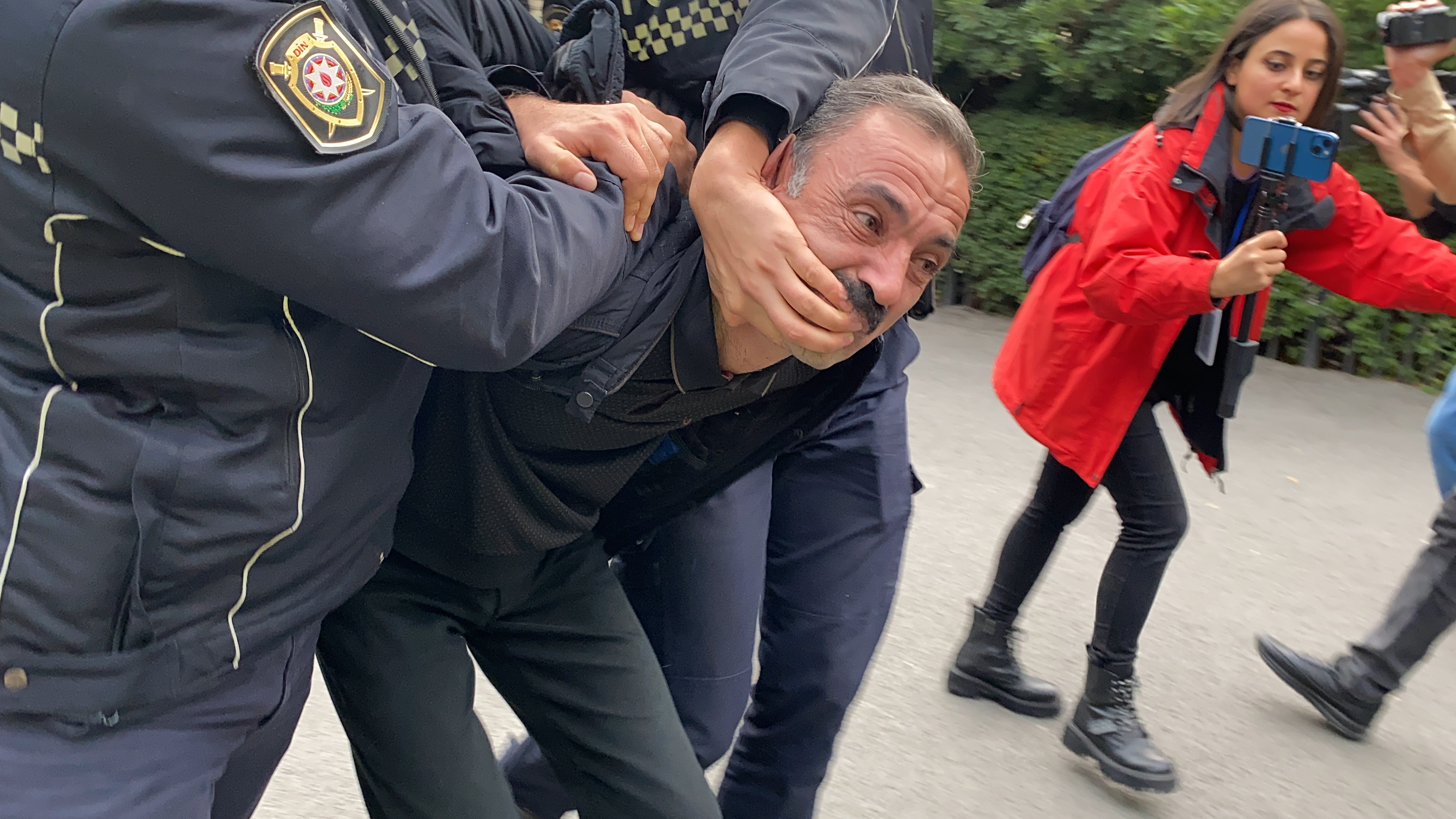
Задержание участника акции в Баку с требованием права на свободу собраний – 11 ноября 2022 года.

Власти часто производили аресты на основании ложных обвинений. Обычно это «уклонение от уплаты налогов», «незаконное хранение наркотиков или оружия», «сопротивление полиции», «незаконное предпринимательство», «подстрекательство к общественным беспорядкам» или «злоупотребление властью». Amnesty International, Human Rights Watch и другие международные группы и местные организации, указывая на фабрикацию обвинения, критикуют правительство Азербайджана за такое поведение. Как оппозиционные, так и неоппозиционные активисты регулярно задерживаются полицией по обвинениям в «мелком хулиганстве» или «сопротивлении полиции», после чего приговариваются местными судами к административному задержанию от 10 до 30 дней. По утверждениям правозащитников, такие аресты являются одним из методов запугивания активистов и предотвращения участия граждан в активистской деятельности. Например, за неделю до несанкционированного митинга 19 октября были задержаны и административно арестованы не менее пяти членов оппозиционной Партии народного фронта. По заявлению активистов, эти аресты были предприняты властями для внушения страха перед последствиями в участии в митинге. Институт демократических инициатив 22 августа сообщил о не менее чем 78 политически мотивированных административных задержаниях в 2018 году.

### Суды
Несмотря на то, что конституция Азербайджана утверждает принцип независимости судебной системы, на практике независимо от исполнительной власти судьи не действуют. Согласно докладу государственного департамента США, опубликованному 13 марта 2020 года, азербайджанская судебная власть сильно скомпрометирована коррупцией и неэффективностью. Многие решения, вынесенные судами, не имели должных доказательств и были юридически неприемлемыми, а их результаты были заранее определены. Кроме того, суды отказываются рассматривать заявления о пытках и жестоком обращении с задержанными в полиции. В докладе указывается, что имеются доказательства того, что прокуроры и судьи получают указания от администрации президента и министерства юстиции, особенно в отношении дел с политической окраской. Кроме того, достоверно известен факт регулярного взяточничества со стороны азербайджанских судей.

### Политзаключённые
После освобождения 52 человек 16 марта 2019 года, признанных политическими заключёнными, от 112 до 135 человек ещё продолжали ими оставаться. Среди этих лиц были блогеры, журналисты, общественные и политические деятели, религиозные активисты, люди, которые были арестованы в связи с гянджинским делом, а также родственники находящихся в изгнании активистов. Политические заключённые и задержанные столкнулись с различными ограничениями и нарушениями их законных прав. Освобождённые политзаключённые заявляли об ограничении тюремными чиновниками их доступа к материалам для чтения и общению с семьями.

### Преследование за рубежом
Согласно ежегодному докладу государственного департамента США, имеются доказательства злоупотреблений правительством Азербайджана международными инструментами правоохранительных органов, включая Интерпол, в попытках задержать активистов. Одним из примеров такого злоупотребления было заявление правительственных властей о том, что Автандил Мамедов, правозащитник, который бежал из страны из-за политических преследований, якобы является виновным в мошенничестве, и в Интерпол был направлен соответствующий запрос. Однако по утверждению адвоката Мамедова, все обвинения против правозащитника были политически мотивированы.

## Насилие, санкционированное государством
В Азербайджане распространены пытки, жестокое обращение со стороны полиции, а также чрезмерное применение силы. Подсудимые часто подвергаются жестоким избиениям, чтобы вынудить признание. Удары током, угрозы изнасилования, а также угрозы в отношении членов семьи подсудимого также используются в качестве пыток. Правительство не принимает никаких мер против пыток, или в отношении должностных лиц, которые принимают в них участие.
В опубликованных в июле 2018 года отчёты комитета Совета Европы по предупреждению пыток (КПП) о поездках в Азербайджанскую Республику в период с 2004 по 2017 годы отмечается, что полиция и правоохранительные органы применяют пытки и другие формы жестокого физического обращения, а также существующая безнаказанность и коррупция в системе правоохранительных органов. Посещение делегации КПП в 2017 году также привело к получению доказательств жестокого физического насилия, которое можно считать пытками, таких как избиение ног дубинкой и применение ударов электрическим током. В отличие от предыдущих поездок, делегация КПП в 2017 году также сообщила о случаях пыток, связанных с Государственным таможенным комитетом и Государственной пограничной службой.
О случаях пыток и применении электрического тока для получения признаний были представлены показания политических заключённых. Пять сторонников оппозиционной партии "Народный фронт" — Салех Рустамов, Агиль Махарамов, Бабек Гасанов, Руслан Насирли и Валех Рустамли — заявили об этом во время судебных слушаний. Сопредседатель Комитета по защите прав верующих в тюрьмах, Эльданиз Гулиев, также сообщил, что религиозных политических заключённых подвергали избиению резиновыми дубинками, электрическим током, ударяли по пяткам и подвешивали. Он также упомянул случай, когда заключённого избили и повесили за ноги просто за то, что он просил лекарство у надзирателя. Правозащитники отмечают, что полиция и другие должностные лица применяли пытки с целью вынудить подозреваемых дать ложные показания о покушении на мэра Гянджи. Пытки включали удары дубинками по ступням ног, поражение электрическим током (в некоторых случаях к гениталиям) и пытки огнём. По словам родственников и наблюдателей, Орхан Бабаев из Генеральной прокуратуры руководил пытками. Также Мехман Гусейнов сообщил о своём избиении. Он был задержан после одиночного пикета в поддержку арестованного рэпера в центре Баку. Гусейнов рассказал, что его засунули в машину без опознавательных знаков, где находились пять полицейских в штатском, которые избивали его. После того, как его вывезли за город, офицеры натянули на его голову рубашку и продолжали избивать руками и ногами около десяти минут, угрожая изнасилованием полицейской дубинкой.
Властями Азербайджана было запрещено проведение независимых судебно-медицинских экспертиз у задержанных, которые заявляли о жестоком обращении по отношению к ним. Кроме того, власть задерживала возможность задержанных воспользоваться своим правом на общение с адвокатом. По утверждениям оппозиционеров и активистов, эти обстоятельства существенно способствовали безнаказанности в случаях жестокого обращения и пыток. Например, в некоторых случаях медицинская экспертиза, которая могла бы задокументировать побои и травмы, вызванные жестоким обращением, откладывалась на целый год после ареста задержанных.

## Убийства
В отчёте государственного департамента США отмечаются сообщения о совершении убийств правительством или его агентами. Также отмечается, что продолжаются случаи убийств людей, находящихся под стражей.
В июле и августе 2018 года были сообщения в правительственных СМИ о смерти пяти человек в результате сопротивления при аресте. Однако правозащитники утверждали, что эти люди не оказывали сопротивления и что полиция и службы государственной безопасности заранее планировали убийства, чтобы поддержать версию о покушении на мэра Гянджи. В следующем месяце, в сентябре 2018 года, в полицейском участке в Газахе произошло убийство Эльмира Ахундова во время допроса. Сотрудник, чьи действия привели к смерти человека, был признан виновным в «превышении должностных полномочий» и приговорён всего к двум годам и десяти месяцам лишения свободы.
В мае 2019 года во время допроса в полиции умер Галиб Мамедов. Представители правоохранительных органов сообщили о самоубийстве, но родственники Мамедова настоятельно отрицают это, утверждая, что он был избит до смерти.

## Свобода СМИ
Согласно отчёту Общественного совета талышского народа в Азербайджане за 2016—2021 годы, представленного Совету Европы, в стране полностью отсутствуют радио, телевидение и пресса на талышском языке, языке талышей — одного из крупнейших коренных народов Азербайджана.

## Незаконные выселения
Согласно Human Rights Watch, начиная с 2008 года в рамках кампании по обновлению городов в Баку тысячи домовладельцев были выселены из своих домов во многих частях города, чтобы освободить место для парков, бизнес-центров и элитных жилых районов. Процесс был разработан мэрией Баку и часто осуществляется без надлежащего предупреждения. Компенсации, предлагаемые жителям, часто были значительно ниже рыночной стоимости. Жители также утверждают, что они имеют мало возможностей, чтобы выиграть дело в суде. В некоторых случаях снос продолжается независимо от распоряжений суда запрета делать это. Принудительные выселения участились в 2011 году после того, как Азербайджан выиграл в 2011 году конкурс Евровидение, а вместе с ним право на проведение его в 2012 году. Эти выселения разозлили многих людей и были хорошо освещены в прессе после того, как сотни людей были выгнаны для постройки Кристалл Холл.
По словам главы Института мира и демократии Лейлы Юнус, 60 000 человек были лишены собственности вопреки конституции Азербайджана в период с 2009 по 2012 год. Она выразила сомнения, что данная проблема никогда не решится, как будто «мафия стоит за всей этой деятельностью». По её мнению, число случаев незаконного лишения собственности настолько высоко, что гражданские лица не могут идти в ногу с записями, и этот процесс, скорее всего, следует модели 1920-х годов советской политики национализации.

## Помощь уязвимым группам населения
В 2021 году начал деятельность Центр помощи уязвимым группам населения. В 2022 году планируется к созданию Центр для помощи жертвам домашнего насилия.

## Резолюция Европейского Парламента
12 мая 2011 года Европейский парламент принял резолюцию, осуждающую Азербайджан за «нарушение прав человека» и «угнетение оппозиционных сил». В резолюции упоминается обеспокоенность о положении Эйнулла Фатулаева и Джаббара Савалана и других заключённых названных по именам, а также общая обеспокоенность по поводу «растущего числа случаев преследования, нападений и насилия в отношении гражданского общества и активистов социальных сетей и журналистов в Азербайджане».

## Ситуация в Нахичевани
Права человека в азербайджанском анклаве Нахичевань считаются особенно проблемными, из-за чего анклав получил название «Азербайджанская Северная Корея» на Радио Свободная Европа. Автономная республика находилась под губернаторством Васифа Талыбова. Высказывалась обеспокоенность в отношении жестокости полиции и её безнаказанности, обширных ограничений на гражданские свободы и коррупции.
Нахичевань был описан как «лаборатория репрессий», в которой проводятся испытания репрессивных методов и затем применяются в больших масштабах в остальной части Азербайджана.

## Омбудсмен Азербайджана
28 декабря 2001 года учреждена должность омбудсмена Азербайджана. Омбудсменом является Сабина Алиева.